# Weg ohne Umkehr
Weg ohne Umkehr (en alemany Camí sense retorn) és una pel·lícula dramàtica d'Alemanya Occidental dirigida el 1953 per Victor Vicas i protagonitzada per Ivan Desny, Ruth Niehaus i René Deltgen. Va ser feta durant el punt culminant de la Guerra Freda. Fou seleccionada al I Festival Internacional de Cinema de Sant Sebastià.

## Argument
El 1945 després de la batalla de Berlín, un oficial de l'Exèrcit Roig és capaç de protegir a una jove alemanya que troba vivint en un celler. Alguns anys després torna a la ciutat com a civil, la troba de nou i planteja fugir d'Alemanya Oriental a Alemanya Occidental sota els nassos del KGB.

## Repartiment
- Ivan Desny - Michael Zorin aka Mischa
- Ruth Niehaus - Anna Brückner
- René Deltgen - Major Kazanow
- Karl John - Friedrich Schultz
- Lila Kedrova - Ljuba
- Serge Beloussow - Litvinski
- Leonid Pylajew - Wassilij
- Alf Marholm - Direktor Berger
- Erika Dannhoff
- John Haggerty - Steve McCullough
- Wolfgang Neuss - Comedian
- Herbert von Boxberger
- Bogislav von Heyden
- Reinhard Kolldeh